# Ōtomo (Klan, Mittelalter)

Wappen: Aprikosenblätter
(抱き杏葉, daki gyōyō)

Der Ōtomo-Klan (jap. 大友氏, Ōtomo-shi) war ein japanischer Klan, der sich auf Fujiwara no Nagaie (1005–1064) zurückführte. Der Klan spielte von der Kamakura-Zeit bis in die Sengoku-Zeit eine wichtige Rolle auf Kyūshū, der südlichsten der vier Hauptinseln Japans.

## Geschichte

### Kamakura-Zeit
- Yoshinao (能直) Abkömmling von Fujiwara no Hidesato, wurde von Nakahara Chikayoshi adoptiert; er war der erste, der den Namen Ōtomo annahm. Er diente Minamoto Yoritomo bei dessen Feldzug 1189 gegen Fujiwara no Yasuhira in Mutsu. 1193 wurde er zu Provinzaufseher (Shugo) über die Provinz Bungo und die Provinz Buzen in Kyūshū und zum Militärgouverneur (鎮西奉行, chinzei bugyō) der ganzen Insel ernannt. Damit war die Grundlage für den großen Einfluss des Klans in Kyūshū geschaffen.

Als einer der drei großen Klans von Kyūshū mussten die Ōtomo zusammen mit den Shōni und den Shimazu die größten Opfer für die Verteidigung gegen die Mongoleninvasionen in Japan 1274 und 1281 bringen. Sie spielten außerdem eine wichtige Rolle bei der Etablierung des Ashikaga-Shōgunats 1336. Bushi des Ōtomoklans kämpften Seite an Seite mit Ashikaga Takauji und ermöglichten ihm den Sieg bei einigen Entscheidungsschlachten, zum Beispiel der Schlacht von Sanoyama, was wiederum dem Klan einflussreiche Positionen im neuen Shogunat sicherte.

### Sengoku-Zeit
- Yoshinori (義鑑; † 1550) kämpfte längere Zeit gegen Hoshino Chikatada, der in der Provinz Chikuzen unabhängig werden wollte. Als er 1542 erfuhr, dass Europäer in Tanegashima gelandet waren, lud er sie zu sich ein. Pinto kam nach Funai und erregte großes Aufsehen mit der Vorführung seiner Feuerwaffen. Yoshinori wurde im Streit um seine Nachfolge von einem Gefolgsmann ermordet.

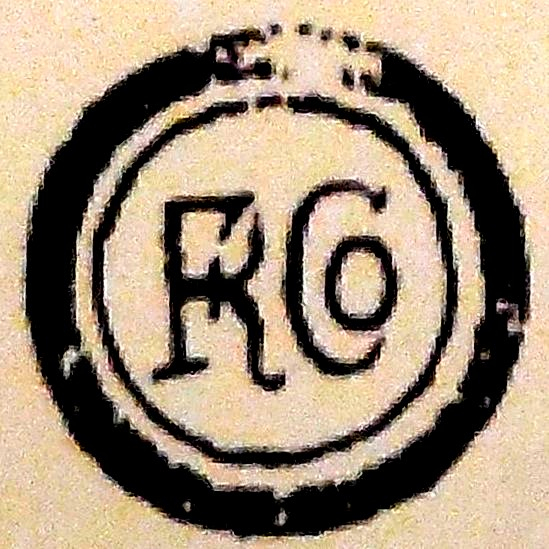
Siegel als Francisco

- Yoshishige (義鎭; 1530–1587), meist Sōrin (宗麟) genannt, lud Franz Xaver 1551 für zwei Monate ein und war von ihm tief beeindruckt. Aber auch Xaver war beeindruckt und hat Sōrin später als „König“ bezeichnet. Sōrin war sehr aufgeschlossen gegenüber den Portugiesen, weil er den technischen und, möglicherweise noch wichtiger, ökonomischen Vorteil sah, den er dadurch gewann. 1552 reisten Gesandte des Ōtomoklans mit Xavier nach Goa, um den Gouverneur von Portugiesisch-Indien zu treffen. Xaver und weitere Jesuitenpater kamen zurück nach Kyūshū, missionierend und umherreisend; die Ōtomo waren ihnen immer wohlgesinnt. Und als Resultat bekehrten sich in Bungo viele Japaner zum Christentum. – 1551 besiegte Sōrin Kikuchi Yoshimune, der in der Provinz Higo sich aufgelehnt hatte. 1556 erstickte er die Unruhen, die Priester des großen Schreins Usa Hachiman-gū (Buzen). Im nächsten Jahr besiegte er Akizuki Kiyotane in der Provinz Chikuzen und nahm diese in seinen Besitz. 1562 überließ er Funai seinem noch sehr jungen Sohn Yoshimune und baute sich eine Residenz Niyūshima, schor sein Haar und nahm den Namen Sambisai Shōrin an. Yoshishige blieb aber weiterhin aktiv, marschierte in der Provinz Buzen ein und bereitete sich darauf vor, in der Provinz Suō einzumarschieren, wo Mōri Takamoto sich auf ihn vorbereitete. Aber Shōgun Yoshiteru schritt ein und sorgte für Frieden. Eine Tochter Sōrins wurde mit Terumoto, Sohn von Takamoto, verheiratet. Zwei Jahre später besiegte er Akizuki Tanezawa in Chikugo. 1578 ließ er sich von Francesco Cabral auf den Namen Francisco taufen. Den Rest seines Lebens verbrachte er mit Kämpfen gegen die Shimazu, geriet aber mit seinen Nachbarn in Schwierigkeiten und verlor einen Großteil seines Besitzes.
- Yoshimune (義続; 1558–1605) hatte 1579 die Leitung über den großen Besitz seines Vaters übernommen. Auch er geriet mit seinen Nachbarn und vor allem mit Toyotomi Hideyoshi in verschiedene Auseinandersetzungen, verschanzte sich in seiner Burg Ishitate (Bungo), die aber von Kuroda Yoshitaka erobert wurde. Daraufhin wurde er nach Hitachi ins Exil geschickt.

Das war das Ende des Ōtomo-Klan.
- Yoshinobu (義続; † 1639), Yoshimunes Sohn, wurde als Kind getauft und erhielt den Namen Fulgentius. Er diente den Tokugawa als einfacher Samurai und machte sich bei der Belagerung von Ōsaka verdient.
- Yoshitaka (義続), Enkel von Yoshimune, wurde 1689 auf Wunsch von Nannaji no Miya zum Mitglied der „Hohen Familien“ (Kōke)[1], wie auch seine Nachkommen bis zur Meiji-Restauration.

## Die acht Vasallen (大友将,Ōtomo no Hasshō)
- Tawara (田原)
- Takita
- Tsurusaki (鶴崎)
- Yoshioka (吉岡)
- Ibi (揖斐)
- Yoshihiro
- Kawakubo
- Shiroi